# Nagels in Ning-tsjo
Nagels in Ning-tsjo is een misdaadroman uit 1959 van Robert van Gulik, uit zijn Rechter Tie-serie. Het verhaal speelt in 676 na Chr.

## Verhaal
Hoofdpersoon Tie wordt met drie misdaadmysteries geconfronteerd. Die spelen alle in het winterse Ning-tsjo, magistraat Tie's afgelegen district in het noorden van het Chinese keizerrijk.
Een van Ties onderzoeken loopt dood. Na een mislukte gerechtelijke lijkschouwing zet een vrouw met Tataars bloed de plaatselijke bevolking tot onrust aan. Rechter Tie stelt vast dat zijn carrière als magistraat is gebroken, maar wordt gered door een dame die hem vertelt hoe geraffineerd de Tataarse haar geschouwde echtgenoot heeft vermoord.
Tie, geschokt door de moord op een van zijn trouwe assistenten, heeft met deze dame een ongewone emotionele band. Het tragische einde van hun wederzijdse emoties contrasteert ten slotte sterk met de hoge eer van een persoonlijke Keizerlijke boodschap.

## Vormgeving
De Chinese staatsman Tie-Jen-Tsjiè is een historische figuur, die van 630 tot 700 leefde. Hij stond bij zijn volk bekend als een scherpzinnig speurder, en leeft als zodanig in talloze vertellingen voort. De sinoloog Robert van Gulik heeft dit gegeven als basis voor zijn Rechter Tie-serie gebruikt.
Ook bij Nagels in Ning-tsjo heeft Van Gulik zijn fictieve plot in de Chinese samenleving van Tie's tijd gebed. Een van de aspecten daarvan is, dat er in een Rechter Tie-mysterie niet op een mensenleven meer of minder wordt gekeken. Al was het maar omdat de Chinese wet aan Tie voorschrijft dat hij zijn moordenaars met een strenge of minder strenge variant van de doodstraf moet vonnissen.
Maar het sleutelkenmerk van alle Rechter Tie-mysteries is, dat Van Gulik zijn lezers volledig laat delen in de wiskundige precisie waarmee hij Rechter Tie zijn complexe plotten laat oplossen. De illustraties in Chinese stijl, door Van Gulik zelf, mogen hierbij niet onvermeld blijven.